# Armor (film)
Armor je americký akční thriller z roku 2024, který režíroval Justin Routt a ve kterém hrají Sylvester Stallone, Jason Patric, Josh Wiggins a Dash Mihok.
Film byl ve Spojených státech uveden současně v kinech i na platformě video na vyžádání 22. listopadu 2024.

## Děj
James Brody, člen ochranky obrněného vozu, pracuje se svým synem Caseym a nevědomky převáží miliony dolarů ve zlatě. Tým zlodějů vedený Rookem uvězní jejich kamion na uzavřeném mostě.

## Obsazení
- Sylvester Stallone jako Rook
- Jason Patric jako James Brody
- Josh Wiggins jako Casey Brody
- Dash Mihok jako Smoke
- Blake Shields jako Tex
- Joshua Davis Whites jako Echo
- Jeff Chase jako Viper